# Apt Records
Apt Records was een Amerikaans platenlabel. Het was een sublabel van ABC-Paramount Records, dat uitsluitend singles uitbracht. De naam was ontleend aan de naam van de moedermaatschappij American Broadcasting-Paramount Theatres. Het label begon in 1958 en was actief tot 1966. Na drie jaar werd het nieuw leven ingeblazen en kwamen er nog eens veertien singles en een album op uit. In 1970 werd het label stopgezet. Op het label kwamen doo-wop- en rock-'n-roll-singles uit van onder meer The Elegants, Vince Castro, Johnny Kidd, Lonnie Donegan, Joe South en Bill Haley (twee singles in 1965).